# Cálice de Honra da Luftwaffe
O Cálice de Honra da Luftwaffe (em alemão:  Ehrenpokal für besondere Leistung im Luftkrieg, literalmente o Cálice de Honra por Desempenho Excepcional na Guerra Aérea), foi uma condecoração militar concedido pela Força Aérea Alemã (Luftwaffe) durante a Segunda Guerra Mundial.
O cálice foi oferecido em 27 de fevereiro de 1940 pelo Reichsmarschall Hermann Goering, Ministro da Aviação do Reich e Comandante-em-Chefe da Força Aérea, e tratava-se de um cálice metálico.
O prêmio foi concedido apenas ao pessoal de vôo. Seus usuários foram nomeados na revista Lista de Honra da Força Aérea Alemã (em alemão:  Zeitschrift Ehrenliste der deutschen Luftwaffe). O prêmio foi concedido aos pilotos que já possuíam a Cruz de Ferro de 1ª Classe, mas cujo desempenho ainda não era suficiente para receberem a Cruz Germânica ou a Cruz de Cavaleiro da Cruz de Ferro. Foi substituído pelo Broche do Quadro de Honra da Luftwaffe em janeiro de 1944.
Os registros alemães mostram que o cálice foi concedido cerca de 58.000 vezes, mas apenas 13.000-15.000 agraciados foram realmente nomeados. O primeiro aviador a receber o cálice foi Johann Schalk em 21 de agosto de 1940.

## Enquadramento histórico
A concessão de taças honorárias em reconhecimento ao mérito excepcional na guerra era tradicional no exército imperial alemão desde o final do século XIX. Como esses copos não eram regulamentados especificamente pelas autoridades militares ou governamentais, os motivos de concessão eram os mais variados, assim como as formas, dependendo da vontade do cliente, que de vez em quando poderia ser um comandante de unidade, um companheiro d'armas de soldados, um cidadão comum ou mesmo o próprio militar: sabe-se, por exemplo, que Manfred von Richthofen (o famoso Barão Vermelho) mandou construir uma série de taças de prata para celebrar as suas primeiras sessenta vitórias aéreas. Esses artefatos, de grande interesse para a falerística, desapareceram do castelo da família na Silésia (hoje na Polônia) quando a área caiu nas mãos do Exército Vermelho. Sete deles foram encontrados após o colapso do regime comunista.

### O Cálice de Honra para o vencedor no combate aéreo (1916-1918)

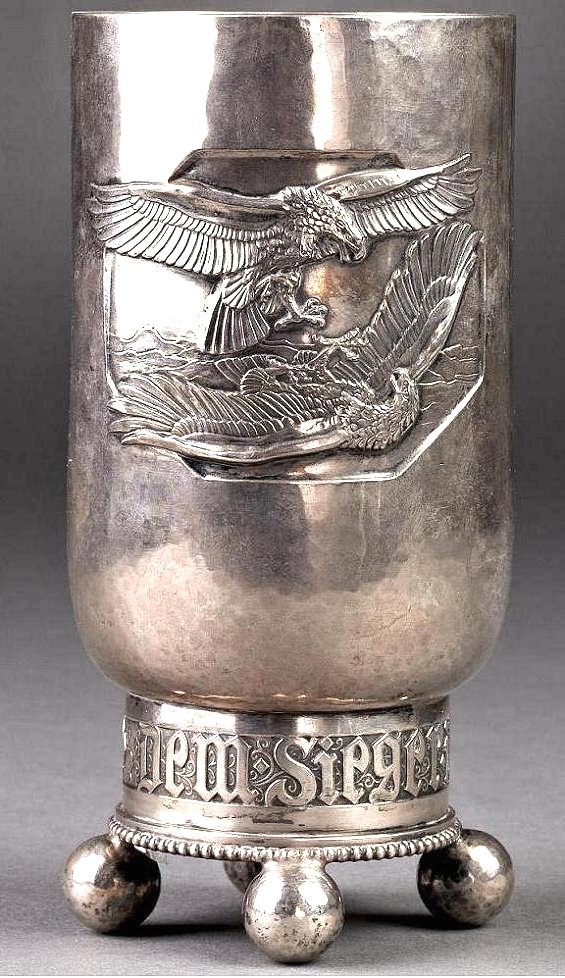
O Cálice de Honra para o vencedor em combate aéreo de 1916-1918.

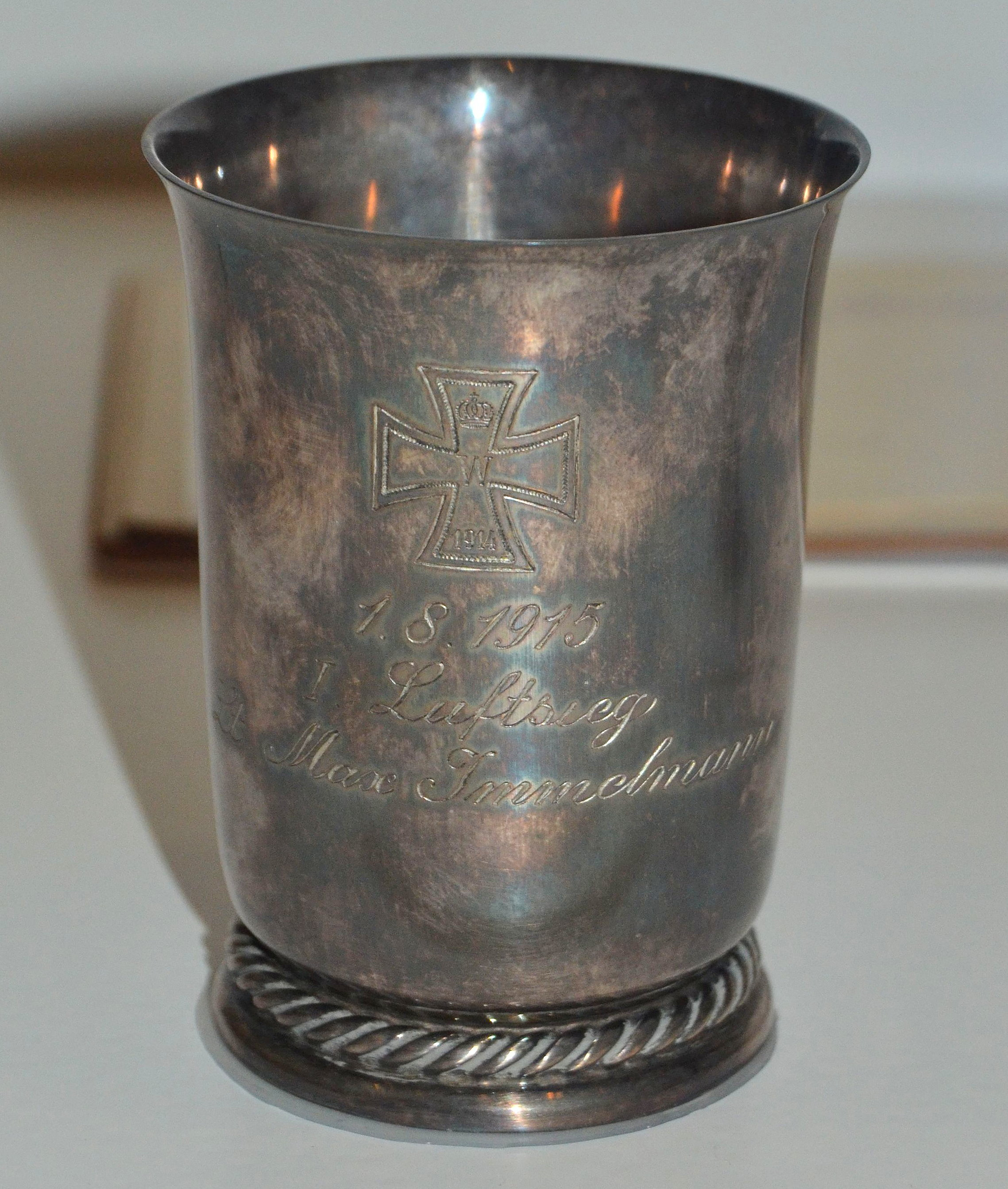
Caneca honorária para Max Immelmann por ocasião de sua primeira vitória aérea em 1º de agosto de 1915.

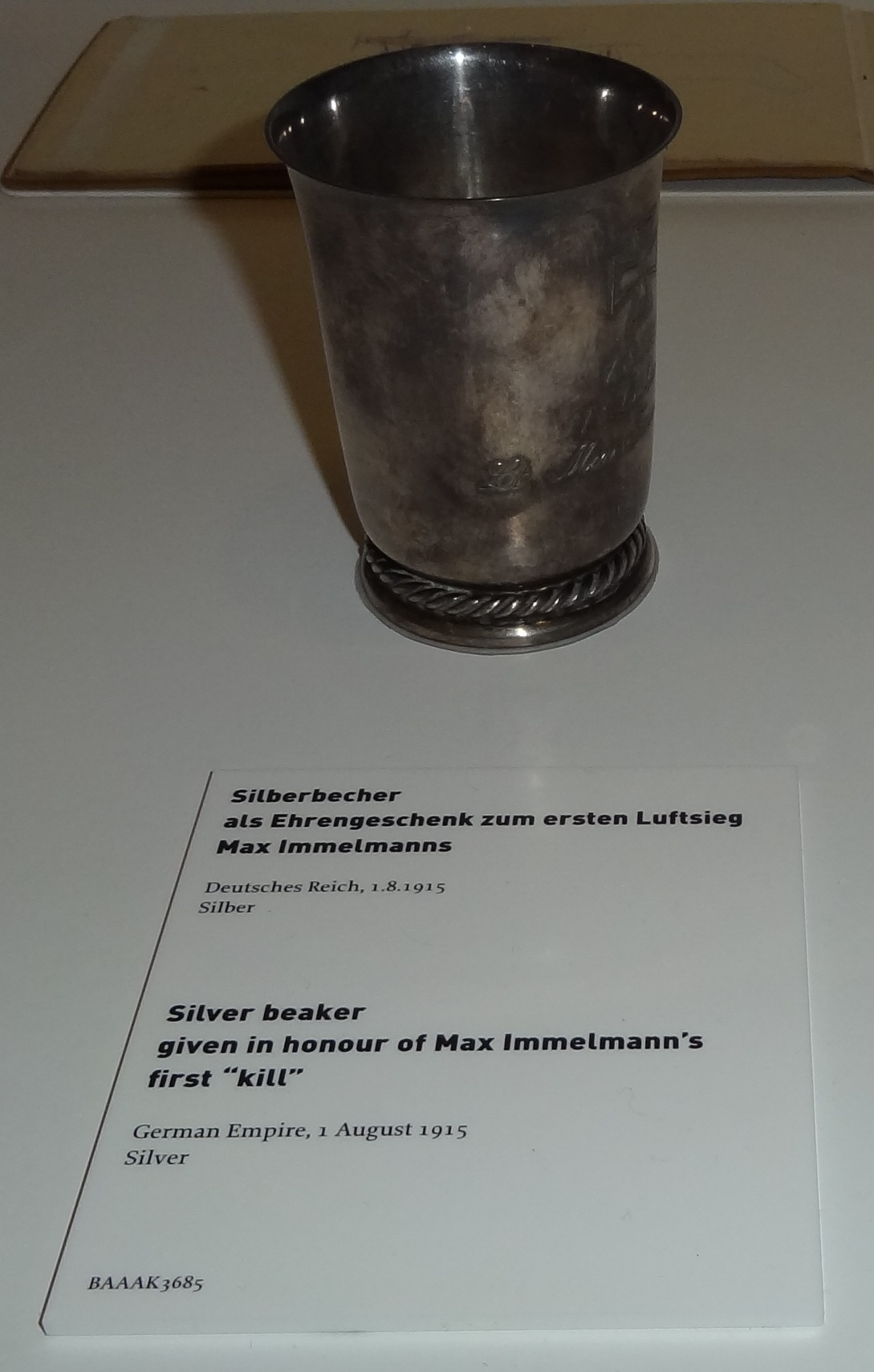
A caneca de prata dada a Max Immelmann está preservada no Museu de História Militar da Bundeswehr, em Dresden.

Em 1915, um grupo anônimo de alemães "apoiadores das forças aéreas" colocou à disposição do comandante da aviação imperial (Chef des Feldflugwesens) Hermann von der Lieth-Thomsen uma grande soma em dinheiro para criar um cálice honorário para as vitórias em combate aéreo. Sob a supervisão de Thomsen e do próprio Kaiser alemão, foi projetado e produzido o "Cálice de Honra para o vencedor em combate aéreo" (Ehrenbecher für den Sieger im Luftkampf), que foi concedido pela primeira vez em 27 de janeiro de 1916 a um grupo de pilotos por sua primeira vitória. Mais tarde, os critérios para a premiação foram alterados: a taça seria concedida ao conquistar cinco vitórias aéreas.
Os documentos relativos às condecorações militares da Força Aérea Imperial foram em grande parte perdidos durante o pesado bombardeamento de Potsdam em 1945, pelo que as notícias sobre este tipo de cálices e outros semelhantes devem-se a difíceis buscas em arquivos privados nos últimos anos: na sequência da descoberta de uma taça de outra marca, foi consequentemente possível deduzir que para além do cálice para os vencedores em combate aéreo, um número muito reduzido de cálices de prata foi também atribuído aos participantes em alguns bombardeamentos aéreos (Cálice de Honra para ataques bem sucedidos do ar - Ehrenbecher für erfolgreiche Angriffe aus der Luft). A esse respeito, o estudo pioneiro de Klaus Borrmeister, Ein bisher unbekannter Ehrenpokal für einen Luftschiffer, número especial da revista Der Herold. Vierteljahrsschrift für Heraldik, Genealogie und verwandte Wissenschaften, de 1986. Mais tarde foram encontrados cinco outros cálices, de cujas inscrições se deduziu que os bombardeios levados em consideração para a concessão do copo foram os de Mława em 20 de dezembro de 1914, Paris em 20 de março de 1915, Londres de 31 de maio de 1915, Dünaburg de 4 de fevereiro de 1916 e Moudros de 20/21 de março de 1917.
No final da guerra, apenas títulos de propriedade foram emitidos. O número exato de prêmios é desconhecido. No entanto, são provavelmente 2.411 taças honorárias concedidas.
O Cálice de Honra para o vencedor no combate aéreo tem a forma de uma caneca cilíndrica em prata martelada, na qual estão gravadas duas águias em ato de luta dentro de um octógono. Na base da taça, um cilindro com a inscrição em caracteres góticos Dem Sieger in Luftkampf ("Ao vencedor em combate aéreo"). O cilindro, por sua vez, repousa sobre quatro esferas de prata, que formam a base do artefato.
A Marinha Imperial (Kaiserliche Marine) teve sua própria força aérea durante a Primeira Guerra Mundial. Inicialmente, os pilotos de sucesso também poderiam ser premiados com o cálice honorária. No início de 1917, o Prêmio de Honra da Aviação Naval (Ehrenpreis der Marineflieger) foi criado e foi concedido cerca de 182 vezes até o final da guerra. Outro prêmio não-portátil da Marinha Imperial pela vitória em combate aéreo foi o Ehrenpreis für Vernichtung eines feindlichen Flugzeugs, ou Prêmio de Honra pela Destruição de uma Aeronave Inimiga. Este não era um cálice, mas um cálice de duas águias envolvidas em uma luta no ar.

## Características
O cálice foi feito em duas versões, ambas pela empresa Johann Wagner & Sohn em Berlim: de prata fina ou de prata alemã - a transição da prata fina para a alemã ocorreu por volta de março de 1942. Tem 203-206mm de altura com um diâmetro de 90-100mm. O cálice foi feito de quatro partes, que foram então unidas. O anverso mostra duas águias em combate, enquanto uma Cruz de Ferro é aplicada ao reverso. A base do cálice é decorado com folhas de carvalho e nozes.
A legenda "Für Besondere Leistung im Luftkrieg" é formada na base.
A taça é muito semelhante à concedida em 1916-1918: no lado oposto das duas águias, porém, apresenta a frente de uma Cruz de Ferro de 1939, estilizada e em relevo. Além disso, a boca do copo é alargada para fora em alguns milímetros.
A grande diferença entre os dois artefatos, porém, está na parte abaixo da taça: o cone de conjunção com a base é mais alto e não possui escrita, mas uma elaborada coroa de folhas de carvalho em relevo entre dois anéis. Abaixo do anel inferior estão gravados - em letras maiúsculas latinas - o posto, o nome do decorado e a data da outorga. No lugar das quatro esferas na base, há um cone truncado com a inscrição em relevo em letras maiúsculas latinas FÜR BESONDERE LEISTUNG IN LUFTKRIEG (Cálice de Honra por Desempenho Excepcional na Guerra Aérea). O Cálice de Honra é composto de três partes: a taça, a haste e a base. Estas partes são formadas a partir de tiras de prata ou prata alemã sobre as quais os vários motivos foram gravados - águias, cruz de ferro, folhas de carvalho e nozes, e a inscrição. A parte inferior do copo é formada por um círculo convexo de prata. Os detalhes do destinatário são gravados na haste do produto acabado. Traços de costuras de solda são evidentes.
A primeira versão - mais antiga e mais preciosa - foi feita em prata maciça, enquanto a segunda - mais recente - em prata níquel, devido à escassez de mais metal precioso à medida que as operações de guerra prosseguiam. Ambos os cálices têm no fundo as iniciais da empresa em letras maiúsculas latinas - JOH.WAGNER & SOHN - e respectivamente para o artefato de prata o título do metal - 835 - e outras três marcas registradas da empresa, ou para o artefato em prata de níquel a escrita elipsoidal em letras maiúsculas latinas FEINSILBER ALPAKA AUFLAGE.
O cálice era entregue juntamente com um diploma assinado por Göring (quase sempre em cópia) e/ou pelo comandante do departamento ao qual pertence o condecorado. Em vários casos o artefato estava contido em um elegante estojo/caixa com fecho de pressão, externamente em couro sintético azul. Neste caso, o cálice repousava em um recesso feito na parte inferior da caixa forrada em veludo azul, enquanto a parte interna superior era forrada em cetim branco.

## Agraciados ilustres
Dentre os agraciados notáveis do Ehrenbecher für den Sieger im Luftkampfe foram:
- Erich Hartmann - o ás da aviação com maior pontuação da Alemanha, também o piloto de maior sucesso da história, ele conquistou 352 vitórias aéreas. Ele também foi um dos 27 agraciados com a Cruz de Cavaleiro da Cruz de Ferro com Folhas de Carvalho, Espadas e Diamantes. Mais tarde, ele trabalhou para a Luftwaffe alemã do pós-guerra.
- Hans-Ulrich Rudel - famoso piloto de ataque ao solo alemão, também foi o único destinatário da Cruz de Cavaleiro com Folhas de Carvalho Douradas, Espadas e Diamantes.
- Oswald Boelcke – 24 de dezembro de 1915; um dos maiores ases da Alemanha na Primeira Guerra Mundial; também recebeu a Pour le Mérite.
- Otto Deßloch – data de premiação desconhecida; mais tarde, um coronel-general da Luftwaffe; ele também recebeu a Cruz de Cavaleiro da Cruz de Ferro com Folhas de Carvalho.
- Hermann Göring – 15 de abril de 1916; mais tarde Reichsmarschall; recebeu a Pour le Mérite, Ordem do Mérito Militar Karl-Friedrich de Baden, Grã-Cruz da Cruz de Ferro e inúmeras outras condecorações.
- Georg Ritter von Hengl – 17 de julho de 1918; condecorado com a Ordem Militar da Baviera de Maximiliano José em outubro de 1918; mais tarde tornou-se General de Tropas de Montanha e comandou a 2ª Divisão de Montanha e o XIX Corpo de Montanha.
- Max Immelmann - 24 de dezembro de 1915; ás alemão da Primeira Guerra Mundial, cujas primeiras façanhas e fama levaram ao apelido da Pour le Mérite como a "Blue Max"; também recebeu a Cruz de Cavaleiro e a Cruz do Comandante da Ordem Militar de São Henrique da Saxônia.
- Bruno Loerzer – data de premiação desconhecida; o 8º ás alemão da Primeira Guerra Mundial; também recebeu a Pour le Mérite; mais tarde um coronel-general da Luftwaffe.
- Theo Osterkamp – 18 de abril de 1917; aviador naval e ganhador da Pour le Mérite; também vôou na Segunda Guerra Mundial e chegou a tenente-general na Luftwaffe.
- Manfred von Richthofen - data de premiação desconhecida; maior ás da Primeira Guerra Mundial; também recebeu a Pour le Mérite, a Ordem Militar de São Henrique da Saxônia, a Ordem do Mérito Militar de Württemberg e inúmeras outras condecorações.
- Kurt Student – data de premiação desconhecida; mais tarde, um coronel-general da Luftwaffe e comandante das tropas paraquedistas alemãs.
- Ernst Udet – 17 de agosto de 1916; segundo maior ás alemão da Primeira Guerra Mundial; também recebeu a Pour le Mérite; mais tarde um coronel-general da Luftwaffe.

## A criação do cálice em 1940 e a sua atribuição

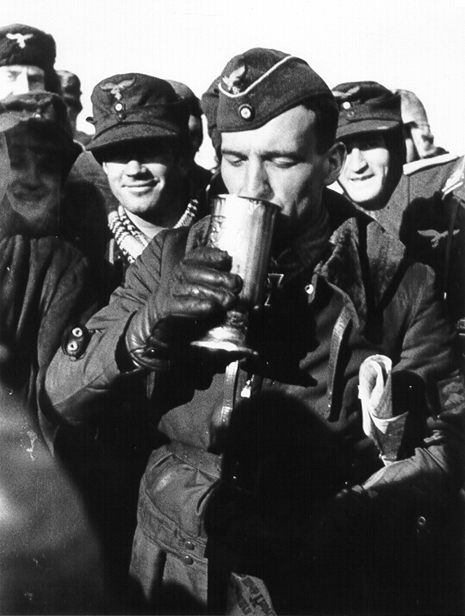
Hans Ulrich Rudel, o militar alemão mais condecorado durante a Segunda Guerra Mundial, bebe no seu Cálice de Honra da Luftwaffe, concedido em 20 de outubro de 1941.

Por ocasião de seu 47º aniversário (12 de janeiro de 1940) o então Generalfeldmarschall Hermann Göring (ás da aviação durante a Primeira Guerra Mundial) recebeu como presente do Contra-Almirante Rudolf Lahs (ex-presidente da Liga das Indústrias Aeronáuticas Alemãs - Reichsverband der Deutschen Luftfahrt -Industrie) dois modelos de cálices os quais - referindo-se diretamente ao Cálice de Honra de 1916 - foram propostos como uma homenagem aos componentes das tripulações aéreas da Luftwaffe. Ao mesmo tempo, a Liga das Indústrias Aeronáuticas Alemãs disponibilizou 50.000 Reichsmarks para Göring para a fabricação do prêmio.
Foi assim que Göring, em 27 de fevereiro do mesmo ano, publicou na Folha de Pedidos do Oberkommando der Luftwaffe o documento com o qual instituiu o "Cálice de Honra por Desempenho Excepcional na Guerra Aérea" (Ehrenpokal für besusione Leistung im Luftkrieg), estabelecendo que sua atribuição fosse reservada a ele pessoalmente. A partir de 26 de agosto de 1941, os nomes dos condecorados com o Cálice de Honra da Luftwaffe foram publicados em uma Lista de Honra especial (Ehren-Liste) na Folha de Portaria da Força Aérea (Luftwaffen-Verordnungsblatt, LVBI), para ser lida publicamente durante as ordens do dia das tropas aéreas do Terceiro Reich.

Anúncio do Marechal do Reich Göring na Folha de Portaria da Força Aérea de 1º de setembro de 1941:
"Os membros da Força Aérea que receberem a imagem do Marechal do Reich ou o 'Cálice de Honra por Desempenho Excepcional na Guerra Aérea' serão listados na ordem do Marechal do Reich a partir de 1º de setembro em uma lista especial de honras, que será ser publicado continuamente no LVBl.

Os nomes dos membros da Força Aérea listados na lista de honra devem ser anunciados às tropas durante a chamada."
Em 6 de julho de 1944, o Oberkommando der Luftwaffe estabeleceu que, devido aos danos que o artefato poderia receber durante o transporte, poderia ser entregue diretamente aos parentes do condecorado:
"'Cálice de Honra por Desempenho Excepcional na Guerra Aérea'
Por razões relacionadas com a guerra, a conclusão dos Cálices de Honra por Desempenho Excepcional na Guerra Aérea leva um tempo considerável, de modo que o envio para os escritórios dos beneficiários é muito atrasado por esse motivo. Perguntas sobre o paradeiro dos cálices devem ser evitadas no futuro.
Como resultado das frequentes mudanças na subordinação das unidades, o envio dos cálices acabados encontra dificuldades e em muitos casos leva a desvios de direção, que às vezes resultam em danos aos cálices. No futuro, os cálices deverão, portanto, ser encaminhados aos familiares dos agraciados para guarda. Para isso, os esquadrões e departamentos independentes informam os endereços dos familiares dos encarregados que ainda não receberam o cálice de acordo com o seguinte padrão na ordem das datas de premiação:

Posto, nome e sobrenome do agraciado, unidade militar do agraciado no momento da premiação, data da premiação (data da premiação de acordo com a carta de notificação de R. d. L. e Ob. d. L. (LP) sobre o prêmio, endereço dos familiares a quem os cálices devem ser enviados. A transmissão desta informação para os cálices honorários concedidos no período de 1º de março de 1943 a 30 de setembro de 1943 é prioritária."
O último documento relativo ao cálice data de um despacho datado de 10 de dezembro de 1944 do então Chefe do Estado-Maior da Luftwaffe, Generaloberst Bruno Loerzer, segundo o qual, por determinação de Göring, o Cálice de Honra da Luftwaffe deixou de ser concedido, tendo sido substituído pelo Broche de citação no Quadro de Honra, condecoração comum a todas forças da Wehrmacht.
Os critérios para a atribuição da taça nunca foram definidos detalhadamente, mas num sentido geral pode dizer-se que foi uma honra tanto pelo mérito como pelo valor, intermédia entre a Cruz de Ferro de Primeira Classe e a Cruz Germânica ou ainda a mais alta Cruz de Cavaleiro da Cruz de Ferro. Não apenas os pilotos da Luftwaffe foram condecorados, mas todos os membros da tripulação aérea merecedores.